# Piper quinqueangulatum
Piper quinqueangulatum är en pepparväxtart som beskrevs av Friedrich Anton Wilhelm Miquel. Piper quinqueangulatum ingår i släktet Piper och familjen pepparväxter. Inga underarter finns listade i Catalogue of Life.